# Rappuvuori
Rappuvuori är en kulle i Finland. Den ligger i Jämsä och landskapet Mellersta Finland, i den södra delen av landet, 180 km norr om huvudstaden Helsingfors. Toppen på Rappuvuori är 200 meter över havet.
Terrängen runt Rappuvuori är huvudsakligen platt. Runt Rappuvuori är det mycket glesbefolkat, med 3 invånare per kvadratkilometer.